# Eleccions parlamentàries ruandeses de 1981
Les eleccions parlamentàries ruandeses de 1981 es van celebrar a Ruanda el 28 de desembre de 1981, les primeres des de les de 1969. El país encara era un sistema unipartidista, però ara amb el Moviment Republicà Nacional per la Democràcia i el Desenvolupament com a únic partit legal en lloc del MDR-Parmehutu, després del referèndum constitucional de 1978. L'Assemblea Legislativa s'amplia de 47 a 64 escons, amb dos candidats que s'enfronten a cada circumscripció. La participació fou del 96%.

## Resultats
| Partit                                                             | Vots      | %     | Escons | +/– |
| ------------------------------------------------------------------ | --------- | ----- | ------ | --- |
| Moviment Republicà Nacional per la Democràcia i el Desenvolupament | 2.100.770 | 100   | 64     | Nou |
| Nuls/en blanc                                                      | 64.505    | –     | –      | –   |
| Total                                                              | 2.165.275 | 100   | 64     | +17 |
| Votants registrats/participació                                    | 2.244.547 | 96,47 | –      | –   |
| Font: Inter-Parliamentary Union                                    |           |       |        |     |